# バスマチ蜂起
バスマチ蜂起（ロシア語：Восстание басмачей）、またはバスマチ運動（ロシア語：Басмаческие движение、ウズベク語：Bosmachilar harakati）は、1920年代初頭を中心に中央アジアで起きた反ソビエト武力運動の総称である。反乱には在地有力者を中心に、中央アジアのムスリム住民の広範な層が参加し、ソビエト政権およびロシア人による中央アジア支配に抵抗した。ロシア内戦期の1918年から1924年にかけて最盛期を迎えたが、1920年代半ばまでにソヴィエト政権によりほぼ鎮圧された。

## 概要

### バスマチ運動の展開
「バスマチ」と呼ばれた中央アジアにおけるムスリムの反乱は、第一次世界大戦中のムスリムの戦時徴用に反対して起きた1916年の反乱に始まる。反乱は、フェルガナ盆地、ブハラ、東ブハラ（現在のタジキスタン）、ホラズムの4地域でそれぞれ異なる展開を見せ、ロシア内戦中の1918年から1924年に最盛期を迎えた後、農業集団化政策への反発から1920年代後半に再燃した。地域によっては、反乱は1930年代半ばまで散発的に続いた。
「バスマチ」という呼称は、テュルク系言語で「襲撃者」を意味する「バスキンジ（baskinji）」に由来するとされる。「バスマチ」は、ロシア帝国の行政官の間で、ロシア当局に対する反乱勢力や匪賊集団を指す用語として使われ始め、ソビエト当局もその呼称を引き継いだ。
バスマチ勢力は、遊牧民の部族長や、地方共同体の有力者（アクサカル）、神秘主義教団の長（イシャーン）、匪賊、ジャディード運動の活動家といった指導者に率いられた、様々な勢力から構成されており、ソビエト政権側はこれらの勢力を一括して「バスマチ」と呼称した。
また、バスマチ運動には、ブハラ・アミール国の最後のアミールであるサイイド・アリム・ハンや、オスマン帝国の元陸相エンヴェル・パシャ、バシキール人民族主義者のアフメト・ゼキ・ヴェリディなどの著名人も参加した。そのため、しばしば汎テュルク主義や汎イスラーム主義的な性格をもつ運動として位置付けられることがある。

## 戦闘の経過

### フェルガナ盆地での展開
ロシア内戦の激化を受けて、1917年にフェルガナ盆地のコーカンドにて、在地ムスリム有力者らによるトルキスタン自治政府が設立された。自治政府は、イスラーム指導者やムスリム商人、ムスタファ・チョカイ（Мустафа́ Шока́й）らジャディード知識人で構成され、トルキスタンの自治を宣言した。
これに対し、タシケント市のロシア人労働者を中心とした赤軍は、1918年にコーカンドを攻撃し自治政府を解体した。これにより、旧自治政府の残党によるソビエト政権に対する武装闘争が始まった。
反乱勢力は、クルバシュと呼ばれた司令官に率いられた。フェルガナで最初のクルバシュとなったのは、コーカンドの元警察署長であった小エルガシュ（Маленький Эргаш、Кичик Эргаш）であり、その死後はコーカンドのウラマーであった大エルガシュ（Большой Эргаш、Катта Эргаш）が反乱勢力を率いた。
一方で、エルガシュの勢力とは別に、マダミン＝ベク（Мадамин-бек）の勢力は独自にアンディジャンの鉄道網を攻撃し、ロシア人居留民の自警団と結んで、フェルガナ臨時政府を樹立した。1919年には、ムスリムの反乱はフェルガナ盆地全土を制圧することとなり、マダミン＝ベクは赤軍と協定を結んで、赤軍の傘下に加わった。しかし、同年3月にクルバシュのハル・ホジャ（Хал-ходжа）によりマダミン＝ベクは殺害された。
マダミン＝ベクの没後、フェルガナの反乱勢力はシェル・ムハンマド・ベク（Шер Мухаммад-бек）により率いられたが、赤軍はフルンゼが率いる軍隊を投入し、徐々に反乱勢力を制圧していった。
ソビエト政権は、バスマチに対する軍事的制圧を進める一方で、ムスリム・エリートの政権への取り込みや、反乱参加者への恩赦など、ムスリム住民に対する懐柔策を実施し、反乱勢力の拡大を防ぐよう努めた。

### ブハラでの展開
ロシア帝国の保護国であったブハラ・アミール国では、ジャディード知識人を中心とした青年ブハラ人勢力が、1920年に赤軍の支援を受けて、アミール政権を打倒した。青年ブハラ人勢力は、ジャディードのファイズッラ・ホジャエフを首班として、ブハラ人民ソビエト共和国を設立した。政権を追われたアミール・サイイド・アリム・ハンは、旧政権の勢力を糾合して反ソ活動を行うこととなった。アミールは、ロカイ族の首長イブラヒム＝ベクに率いられたトルクメン人部隊を使い、赤軍に頑強に抵抗したが敗北し、1921年にはアフガニスタンへの逃亡を余儀なくされた。
一方、ソビエト当局は、オスマン帝国の元陸相でモスクワに亡命していたエンヴェル・パシャをブハラに派遣し、バスマチ勢力の切り崩しを図った。しかし、アミールらと接触したエンヴェルは、バスマチ勢力側に寝返り、バスマチ諸勢力の糾合を目指し、ドゥシャンベ市を占領するなど各地を転戦した。しかし、1922年8月4日に、東ブハラのバルジャン（現在のタジキスタン）にてエンヴェルは赤軍の攻撃を受け戦死した。その後、バスマチ勢力は山岳地帯でのゲリラ戦に移行し、住民からの支持を失い次第に勢力を失っていった。エンヴェル・パシャの裏切りによって、1923年に汎テュルク主義のスルタンガリエフらも反ソ運動を行ったという罪状で逮捕され、1940年に処刑された。

### ホラズムでの展開
ブハラと同じく、ロシア帝国の保護国であったヒヴァ・ハン国では、トルクメン人有力者のジュネイト・ハンが政権を掌握していた。これに対し、ジャディード知識人を中心とした青年ヒヴァ人（младохивинский）勢力は、赤軍の支援の下、ジュネイト・ハンを追放し、ホラズム人民ソビエト共和国を設立した。ジュネイト・ハンは、赤軍への抵抗を続けたが、アフガニスタンへ亡命を余儀なくされた。

### 日本との関係
チェコ軍団の救出を名目にした1918年のシベリア出兵と共に、日本陸軍参謀本部第二部（情報部）は、タタールとバシキールのムスリムと関係を確立しようと試みた。当初は、チタのムスリム活動家との接触にのみ制限されていたが、1918年夏、ドゥトフ首長の協力の下、バシキール運動の指導者の1人、アフメト・ゼキ・ヴェリディと接触することができた。
1919年春、第二部は、ロシア最大のイスラム政党「ムスリム同盟」（イッチファク＝アル＝ムスリミン）の活動家と連絡ルートを確立しようと試みた。特に、ボリシェヴィキの迫害から逃亡せざるを得なかった内ロシア・シベリア・ムスリム人民自治区の指導者に特別な注意が払われた。また、シベリア及びウラルのスーフィー教団の宗教指導者も重視された。彼らとの連絡は、「ムスリム同盟」代表を通して実施された。
タタール回教党中央委員会委員ガリムジャン・バルジは、ナクシュバンディア・ハリディアの有力なタリカートの最高指導者の1人であり、ムスリム自治の熱情的な支持者として知られていた。1919年春、第二部の要請により、チェリャビンスクの名家出身であるバシキール人のムスリム活動家クルバンガリエフ（クルバンガリー）は、ウファでガリムジャン・バルジと会見を行った。後に彼は日本に亡命し、ソ連におけるイスラム・ファクターに関する諜報の専門家となった。
これらの活動と同時に、中国領トルキスタンを経由して、アフガニスタン領土でも活発な活動が展開された。アフガニスタンからは、中央アジアのバスマチとの関係が確立された。第二部の特別の関心を引いたのは、汎イスラム政党「ウエム・ジャミヤチ」（ウラマー会議）の活動家、並びに1918年2月にボリシェヴィキにより廃止されたコーカンド自治州の指導者達だった。1921年にウラジオストクに住み着いた元自治政府副議長シャー＝イスラム・シャギアフメトフと最も密接な関係が確立された。
1922年秋のシベリアからの撤兵後も活動は継続し、第二部は、タジキスタン及びウズベキスタンのバスマチの支援に着手した。1920年代末から1930年代初め、第二部は、ウズベク人バスマチ指導者イブラヒム＝ベクと密接な関係を確立した。当時、イブラヒム＝ベクは、アフガニスタン北部で顕著な軍事・政治的影響力を有し、タジキスタンに非常に多数の、ウズベキスタンにある程度の支持者を有していた。第二部は、彼の側近ウタン＝ベクを通して彼と接触した。しかしながら、1931年夏にイブラヒム＝ベクの部隊が撃破されてからは、日本の活動はアフガニスタン領内へと縮小した。

## バスマチ運動に対する評価
ソ連史学においては、バスマチは反動的な反革命運動として一様に否定的に評価されてきた。ソ連崩壊後、新たに独立した中央アジア諸国では、民族独立運動の潮流の1つとしてバスマチ運動を位置付けようとする動向も見られる。
また、バスマチは「異郷の地での反革命運動」として、しばしばオリエンタリズム的な好奇の視線の対象となり、ソ連版西部劇である東部劇の題材として好んで取り上げられた。バスマチを扱った主な作品として『砂漠の白い太陽』（Белое Солнце Пустыни、1970年）、『7つ目の弾丸』（Седьмая Пуля、1972年）、『護衛』（Телохранитель、1979年）といった映画が挙げられる。